# فهرست داروهای ضد ویروس
فهرست داروهای آنتی ویروس (انگلیسی: List of antiviral drugs) که در زیر مشاهده می‌کنید، شامل داروهایی از گروه‌های مختلف است که در درمان انواع بیماری‌های ویروسی کاربرد دارند.

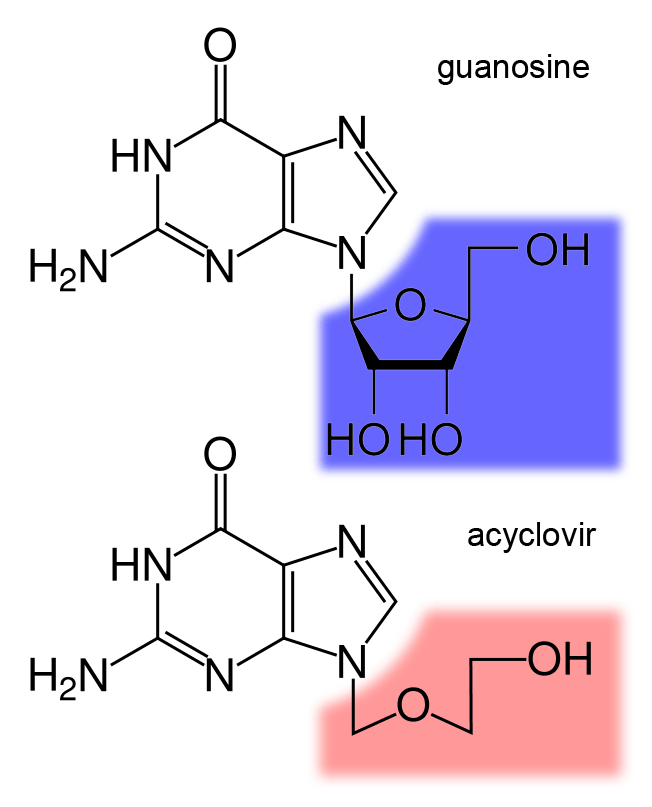
ساختار آسیکلوویر و مقایسه آن با ساختار گوانوزین

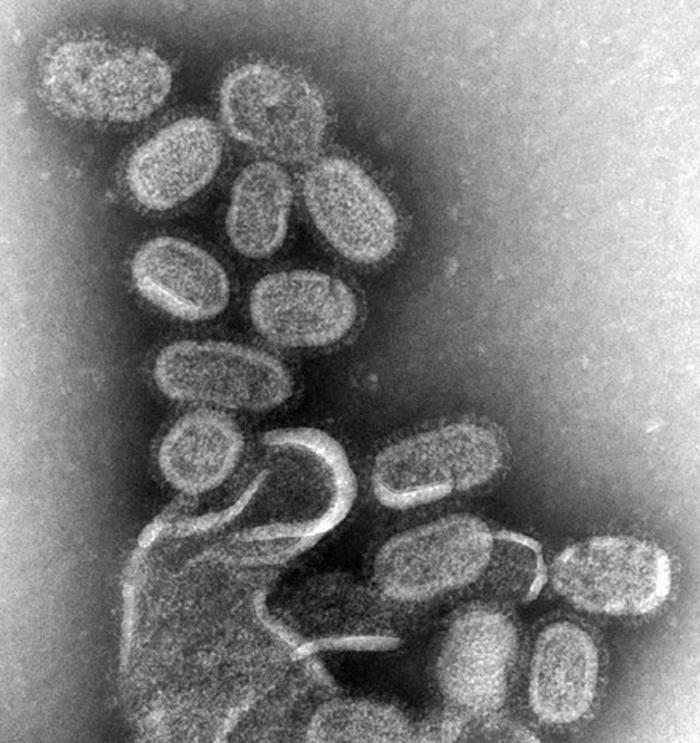
ویروس آنفلوآنزا با بزرگنمایی ۱۰۰ هزار برابر

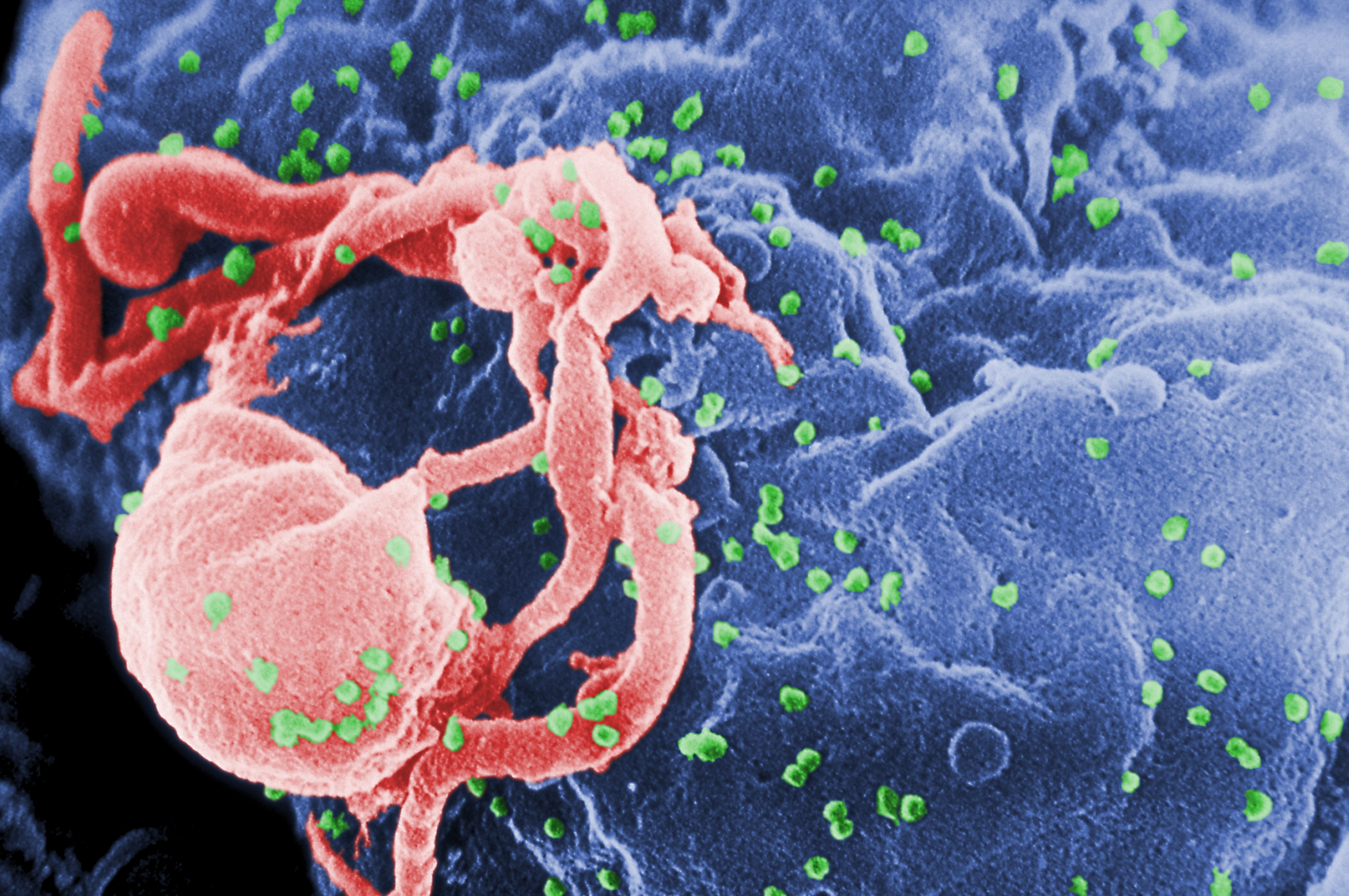
تصویر میکروسکوپ الکترونی از HIV-1، که با رنگ سبز مشخص شده و از یک لنفوسیت کشت شده تولید شده است

نمای شماتیک از چهار خانواده دارویی ضد ایدز که هم اینک در دسترس هستند

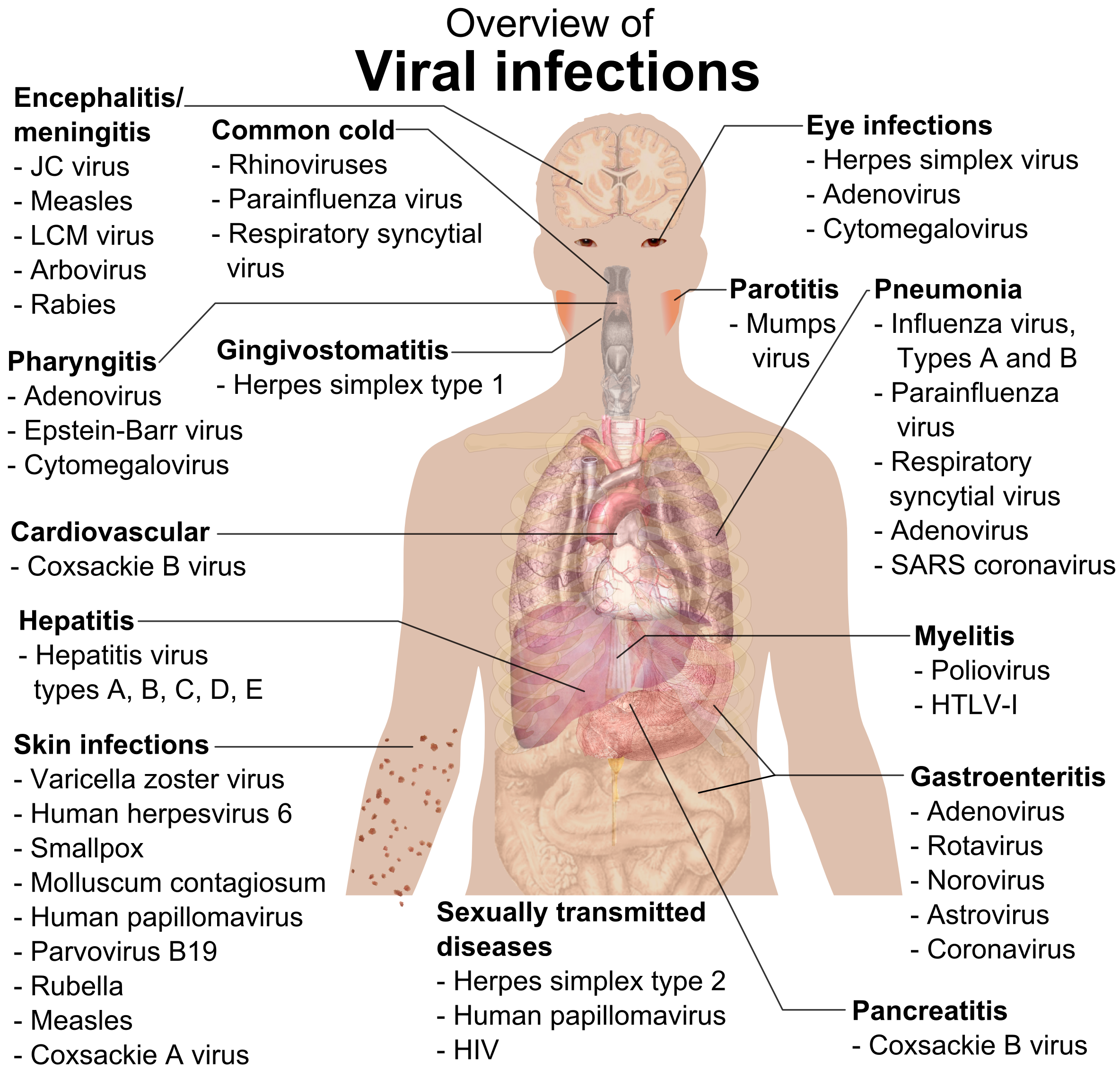
نمای شماتیک از عفونت‌های ویروسی انسان و ویروس‌های دخیل

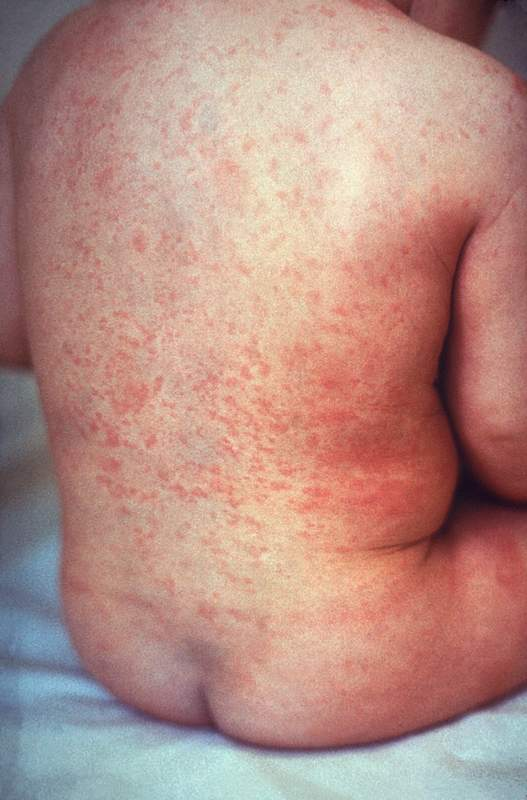
بثورات سرخک بر پشت کودک مبتلا به این بیماری ویروسی

## آ
- آباکاویر
- آسیکلوویر
- آدفوویر
- آمانتادین
- آمپرناویر
- آمپلیگن
- آربیدول
- آتازاناویر
- آتریپلا
- آنالوگ نوکلئوزیدی

## الف
- ادوکسودین
- افاویرنز
- امتریسیتابین
- انفوویرتید
- انتکاویر
- اکولیور
- اسلتامویر (تامیفلو)
- ایباسیتابین
- ایمونوویر
- ایدوکسوریدین
- ایمیکیمود
- استاوودین
- ایندیناویر
- اینوسین
- اینترفرون نوع سه
- اینترفرون نوع دو
- اینترفرون نوع یک
- اینترفرون

## ب
- بالاویر
- بوسپرویر

## پ
- a-پگ اینترفرون آلفا ۲
- پنسیکلوویر
- پرامیویر
- پلکوناریل
- پدوفیلوتوکسین
- پیرامیدین

## ت
- تلاپرویر
- تنوفوویر
- تنوفوویر دیسوپروکسیل
- تیپراناویر
- تری فلوریدین
- تریزیویر
- ترومانتادین
- ترووادا
- تراپورود
- تقویت کننده سینرژیستیک

## د
- دولوتگراویر
- داروناویر
- دلاویریدین
- دیدانوزین
- دوکوسانول

## ر
- رالتگراویر
- ریباویرین
- ریمانتادین
- ریتوناویر
- روغن بوته چای

## ز
- زال‌سیتابین
- زنمویر (رلنزا)
- زیدوودین

## س
- سیدوفوویر
- ساکیناویر
- سوفوسبوویر

## ف
- فامسیکلوویر
- فومیویرسن
- فوسامپراویر
- فوسکارنت
- فسفونت

## ک
- کومبیویر

## گ
- گانسیکلوویر

## ل
- لامیوودین
- لوپیناویر
- لوویرید

## م
- ماراویروک
- موروکسیدین
- متیسازون
- مهارکننده اینتگراز
- مهارکننده پروتئاز
- مهارکننده ادغام
- مهارکننده ترانس کریپتاز معکوس

## ن
- نلفناویر
- نویراپین
- نکساویر

## و
- والاسیکلوویر (والترکس)
- والگان‌سیکلوویر
- ویکریویروک
- ویدارابین
- ویرامیدین